# Bosnien och Hercegovinas historia

Bosnien och Hercegovinas stadsvapen.

Bosnien och Hercegovinas historia är ganska komplicerad. Bosnien har både varit ett kungarike och ingått i andra riken/nationer såsom Osmanska riket och Jugoslavien.

## Förhistoria
Genom århundradena är det främst slättlandet i nordöstra Bosnien som haft en tätare befolkning. Från senare delen av paleolitikum 40.000 - 9.000 f. Kr. har man påträffat ganska många lämningar i området, övriga stenåldersperioder är dock dåligt kända. Neolitiseringsprocessen kom till Hercegovina via kusten medan den kom till Bosnien från Starčevokulturen. Kopparredskap från 4000-talet f. Kr. är påträffade i området.
Från omkring 2.000 f. Kr., i samband med bronsålderns inträde i området ökar fynden. Den äldre bronsåldern utmärks av höggravar, yngre bronsålderns kultur har lämnat ett flertal boplatser särskilt i östra Bosnien. Under övergången mellan brons- och järnålder märks ett tydligt inflytande från Hallstattkulturen, från 400-talet f. Kr. börjar i stället det grekiska inflytandet att bli märkbart.

## Antiken
Under antiken var nuvarande Bosnien-Hercegovina en del av det som en gång var Illyrien och underkuvades 6-9 f. Kr. för att ingå i den romerska provinsen Dalmatia. Vid Romerska rikets delning 395 hamnade Bosnien och Hercegovina i Östrom. Området utgjorde genomgångsland för flera av folkvandringstidens olika folk. Det var bland annat centralpunkt för avarernas rike. Sydslaviska folkstammar flyttade in i området från norr på 600-talet e.Kr. De sydslaviska folkstammarna som flyttade in i området assimilerade de tidigare befolkningarna, främst illyrer men även romare, goter, kelter, hunner, alaner, avarer och gepider. Bosnien omnämns för första gången i skrifter från 800-talet. En teori är att namnet Bosnien kommer från det illyriska ordet "Bosona" som betyder "rinnande vatten", detta efter floden Bosna som rinner i centrala Bosnien.

## Medeltid
Se även artikeln Kungariket Bosnien
Från år 745 styrdes Bosnien av lokala stamherrar även om områden inom dagens Bosnien föll under både kroatisk och serbisk kontroll Kung Tomislav I av Kroatien skulle enligt bland andra dåtida källor ha styrt över hela Bosnien till floden Drina, medan andra källor hävdar att Kroatien inte alls hade någon kontroll över Bosniens territorium. Även efter Tomislav I styrdes Bosnien tidvis av kroatiska kungar. Efter att på 1100-talet erkänt ungerska kungens överhöghet uppstod ett bosniskt lydrike som ursprungligen omfattade norra delar av Bosnien och området kring floden Bosna. 
Bosnien expanderade under lång tid under diverse monarker och år 1377 blev Bosnien ett självständigt kungarike under kung Tvrtko Kotromanić. Under mitten av 1400-talet uppstod häftiga inre strider om makten i kungariket Bosnien, vilket gynnade Osmanska rikets inflytande i landet. Den bosniska adeln som ständigt kämpade om kungamakten tog hjälp utifrån, i första hand från Ungern och Osmanska riket, vilket resulterade i en stor osmansk intervention där större delen av Bosnien 1463 införlivades med Osmanska riket. År 1482 föll även regionen Hercegovina. Många bosnier konverterade därefter till islam delvis frivilligt men även genom sociala förhållanden (se även bosniaker).
Idag finns tre större religiösa grupperingar i Bosnien: muslimer (40 procent), katoliker (15 procent) och ortodoxa (31 procent). Den sista kungligheten i den bosniska monarkin blev drottning Katarina, vars barn rövades bort av osmanerna och tvingades konvertera till islam. Under följande period övergick en stor del av den bosniska adeln till islam för att nyttja förmånerna som det medförde. Den bosniska adeln och Bosnien tilldelades senare autonom status inom Osmanska riket, man blev ett självstyrande ejalet, vilket innebar att provinsens lokale härskare även i fortsättningen skulle väljas ur den bosniska adeln. 

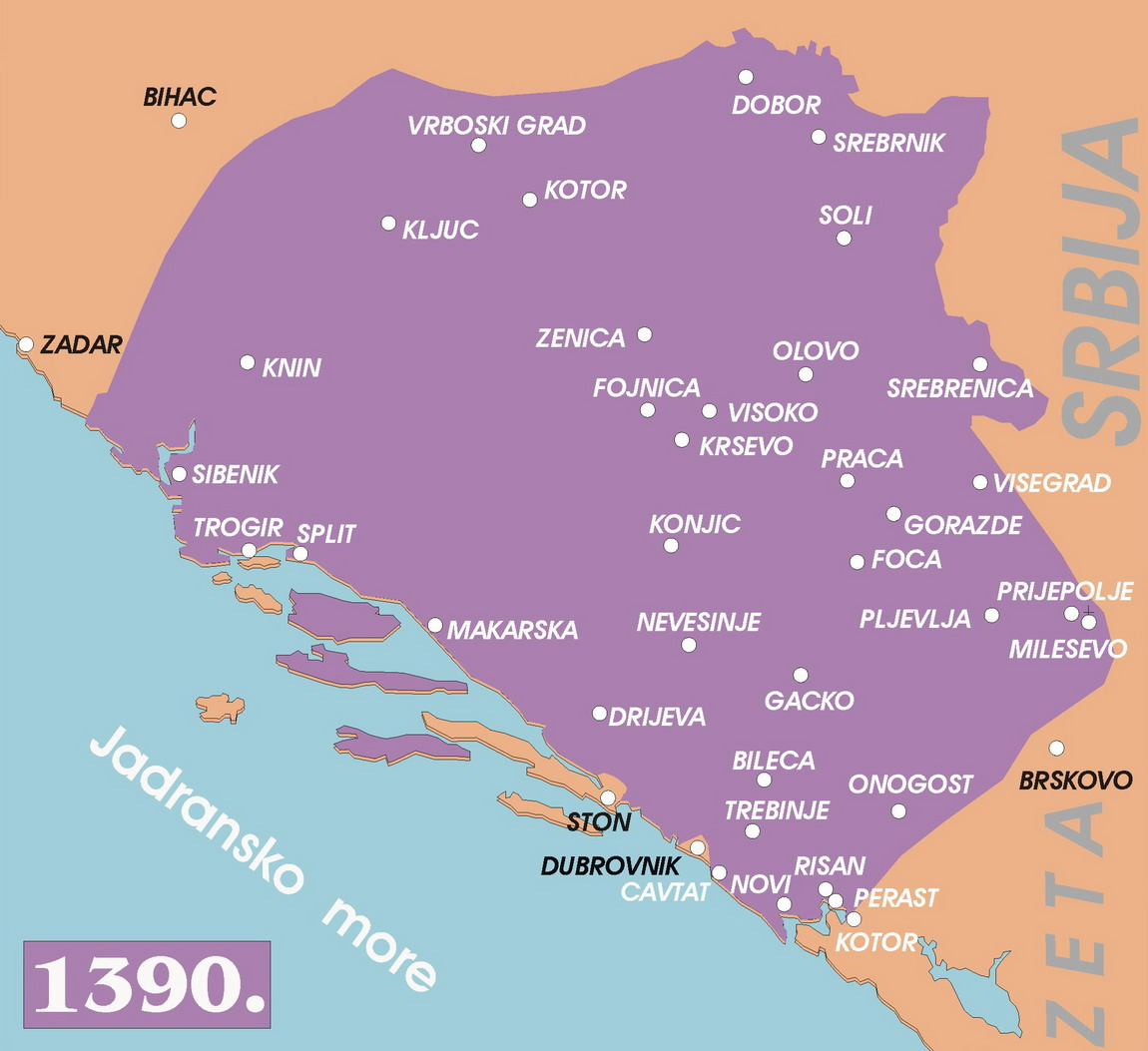
Bosnien under 1390

Under medeltiden hade Bosnien sin egen bogomilska bosniska kyrka som var självständig från påven i Rom. Därför skickades katolska korståg mot de "kätterska" bosnierna. Till största del de bosnier som inte tog emot katolicism eller ortodoxism och istället höll kvar vid bosniska kyrkan skulle i stället senare komma att konvertera till islam. Den så kallade bogomilska religionen, eller rättare sagt den medeltida bosniska tolkningen av kristendomen, växte sig som starkast i Bosnien under 1100-talet och idag finns över 80 procent av alla bogomiliska efterlämningar på Balkan i Bosnien. Bogomilismen har gjort ett visst avtryck i dagens religiösa samfund i Bosnien, landet är till exempel en av de få platser idag där katoliker (men även muslimer) brukar hålla mässor ute i naturen, något som "bogomiler" även gjorde eftersom de inte fäste vikt vid materiella byggnader. Efter Osmanska rikets intåg i Bosnien gick den inhemska bosniska kyrkan över till islam eftersom anhängarna konverterade. En förklaring till detta är att den bosniska kyrkans teologi i många avseenden liknade islam, vilket gjorde att en övergång från bogomilism till islam inte var svår för bosnierna. En annan anledning var också att det huvudsakligen var överklassen i landet, jordägare och handelsmän, som konverterade för att anpassa sig till den nya politiska situationen i landet. Detta resulterade bland annat i att städerna kom att domineras av muslimer.

Efter osmanernas misslyckande utanför Wien 1683 (se slaget om Wien) började en lång tillbakagång för Osmanska riket och därmed också den osmanska provinsen Bosnien. Under kriget mot habsburgarna 1683-1699 förlorade Osmanska riket stora delar av sitt territorium i Europa och plötsligt hade det tidigare rika och stora Bosnien förvandlats till en yttersta gränspostering för osmanernas välde i väst. Under kriget hade Bosnien plundrats av habsburgska trupper under ledning av Eugen av Savojen och huvudstaden Sarajevo hade bränts till marken efter att invånare vägrat överge staden. En annan effekt av kriget 1683-1699 blev en stor inflyttning av muslimer från Ungern och Kroatien till Bosnien, detta eftersom osmanerna tvingats lämna ifrån sig dessa två länder till habsburgarna. Samtidigt emigrerade en stor del av Bosniens katoliker (kroater) till dessa habsburgska territorier. Den katolska befolkningen utsattes i högre grad för förföljelser eftersom den katolska kyrkan fortfarande var den främsta fienden till Osmanska riket. 
Det osmanska Bosniens huvudstad var först Sarajevo åren 1463-1583 och återigen 1851-1878, därefter Banja Luka åren 1583-1686, samt Travnik åren 1686-1851.

## Bosniskt uppror och Österrike-Ungern
Under ledning av den bosniske adelsmanen Husein Gradaščević (1802-1834) gjorde huvuddelen av den bosniska adeln 1831 uppror mot Osmanska riket. Upproret var en reaktion mot ett av Höga portens reformprogram, som bland annat innebar att Bosnien skulle fråntas sin autonoma status. Trots att upproret slogs ner 1832 och att regionen Hercegovina som en följd av detta gavs autonom status i förhållande till övriga Bosnien, anses Gradaščević idag vara en av de främsta bosniska nationalhjältarna.
1875 utbröt ett nytt uppror bland den kristna befolkningen i Herzegovina, vilken snabbt spred sig bland de kristna i hela Bosnien. Genom ett hemligt avtal mellan Ryssland och Österrike-Ungern erhöll de senare rätt att besätta Bosnien om ryska trupper ryckte in på Balkan, och Berlinkongressen bestämde att Bosnien-Herzegovina skulle besättas och förvaltas av Österrike, även om det formellt skulle fortsätta tillhöra Osmanska riket. Detta ledde dock till uppror bland Bosniens muslimska befolkning, som gjorde uppror 1878 och 1881-1882. Administrationen av Bosnien sköttes av Österrike-Ungerns utrikesminister Benjamin von Kállay 1882-1903 och 1903-1912 av Stephan Burián.
Den ungturkiska revolutionen 1908 och det därmed framställda turkiska kraven på Bosnien ledde till att Österrike-Ungern annekterade Bosnien och Hercegovina, vilken annektering efter långdragna förhandlingar accepterades 1909.

## Världskrig och bildandet av Jugoslavien
År 1918 kom Bosnien och Hercegovina att bli en del av Kungariket Jugoslavien. Under andra världskriget drabbades Bosnien-Hercegovina av omfattande etnisk rensning. Under den tyska ockupationen blev Bosnien-Hercegovinas judiska befolkning näst intill förintad. Antalet serber som mördades i Jugoslavien under andra världskriget var minst 347 000, medan andra pekar på en siffra upp till 750 000. Den lista som gjordes 1964 av den federala byrån i Belgrad visar personer födda i Bosnien-Hercegovina och som miste livet under krigsåren 1941-1945. Listan är dock inte fullständig och innehåller namnen på 179 173 personer. Den bekräftar att den serbiska civilbefolkningen led de största förlusterna i regionen. Enligt listan var 72,1 procent serber (129 114), 16,5 procent muslimer (29 539), 4,4 procent kroater (7850) och 7,0 procent av annan etnicitet. Särskilt utsatta var muslimer i östra Bosnien och Hercegovina längs floden Drina på gränsen till Serbien och Montenegro medan serber var utsatta i hela landet.
Draža Mihailović ledde den kungatrogna armén och var för att kungariket Jugoslavien skulle återskapas. De förde sedan ett gerillakrig mot ockupationsmakterna och dess kollaboratörer i landet. Efter att Ustaša-regimen i Kroatien och Bosnien-Hercegovina inlett sin stora utrensning av icke-kroater och muslimska bosniaker (som de ansåg vara kroater av muslimsk tro) blev motsvarigheten hos četnik-rörelsen att deras mål blev att skapa en etnisk och religiöst homogen stat, där precis som Ustaša-rörelsen fick som mål att "en tredjedel av motståndarna skulle drivas ut ur landet, en tredjedel dödas och en tredjedel tvångsomvändas till rätta kyrkan".
Den etniska rensningen av civilbefolkningen i östra Bosnien 1941-1943 motiverade både bosniakerna och serberna till motstånd. Våren 1943 bildades den av Himmler grundade 13. Waffen-Gebirgs-Division der SS Handschar där huvudleden av de cirka 20 000 soldaterna motiverades med löften om att få försvara sina hemorter mot just četnik-förbanden. Förbandet behövde dock utbildas i Tyskland och fick återvända till Bosnien först i februari 1944. Samtidigt hade många bosnienserber anslutit sig till četnik-rörelsen, av samma anledning. Titos partisaner hade under tiden tagit på sig rollen som folkets försvarare i många delar av landet genom att delta i strider mot četnik-förbanden. Handschar-divisionens soldater fick endast undantagsvis möta några četniker i strid, i stället sattes de in i strider mot partisanerna. När de tyska styrkorna retirerade från området i september 1944 lämnade ett stort antal av soldaterna förbandet och anslöt sig ofta till just partisanerna.

## Jugoslaviens sönderfall
Efter att Titos partisaner befriade landet från Nazityskland 1945 blev Bosnien en republik i den nya socialistiska federationen Jugoslavien. Landet industrialiserades snabbt under 1950- och 1960-talet. Socialismen i Jugoslavien blev säregen eftersom den var självständig från Sovjetunionen. Tito styrde landet fram till sin död 1980.
Efter det växte nationalismen fram hos de olika folkgrupperna i Jugoslavien och konflikter bröt först ut i Kosovo och kom sedan att spridas till övriga republiker. Serbien påstod sig vilja ena hela Jugoslavien, vilket många uppfattade som ett försök att genom centralisering av statsfederationen Jugoslavien skapa ett "Storserbien". Majoriteten av bosnierna var villiga att stanna inom Jugoslavien så länge det fanns någon sorts etnisk maktbalans i detta nya Jugoslavien. Denna etniska maktbalans utgjordes av Slovenien och framför allt Kroatien. Då båda dessa republiker gjort sig självständiga och den jugoslaviska armén började strida för en "serbisk republik" i Bosnien stod det klart att resterna av Jugoslavien inte längre var något önskvärt för icke-serber. I folkomröstningen 1992 röstade majoriteten av bosniakerna för ett självständigt Bosnien-Hercegovina medan de flesta bosniska serber bojkottade omröstningen. Bosnien-Hercegovina blev en självständig stat den 5 april 1992 och erkändes som sådan av FN, EU, USA, Ryssland och Kina men inte av den bosnienserbiska folkgruppen och Jugoslavien (Serbien och Montenegro). 
De flesta serber var förberedda för det som skedde därefter. Den Bosnien-serbiska separatiströrelsen under ledning av Radovan Karadžićs SDS-parti hade redan under hösten 1991 utropat autonoma serbiska områden i Bosnien. I och med Bosniens självständighet utropades nu en "serbisk republik" i likhet med den som tidigare utropats i Kroatien. Med hjälp från den jugoslaviska armén och trupper från Serbien och Montenegro expanderades den självutnämnda "serbiska republiken" genom att man ockuperade omkring 70 procent av Bosniens territorium. Främst civila bosniaker fick sätta livet till, se Bosnienkriget. Kroater och bosniaker var när kriget bröt ut allierade, men år 1993 utbröt dock inbördes strider. I takt med att framför allt den bosniska armén skaffade sig fler vapen och blev mer organiserad, befriade man också mer territorium främst i centrala Bosnien där kroaterna omringades, vilket 1994 resulterade i den bosnisk-kroatiska federationen. Under 1995 fick de bosniska och kroatiska styrkorna övertaget. Kriget tog slut 1995 efter Natos och andra internationella organs påtryckningar. Sammanlagt beräknas att cirka 150 000 personer dödades under kriget, varav cirka hälften civila och hälften militärer.

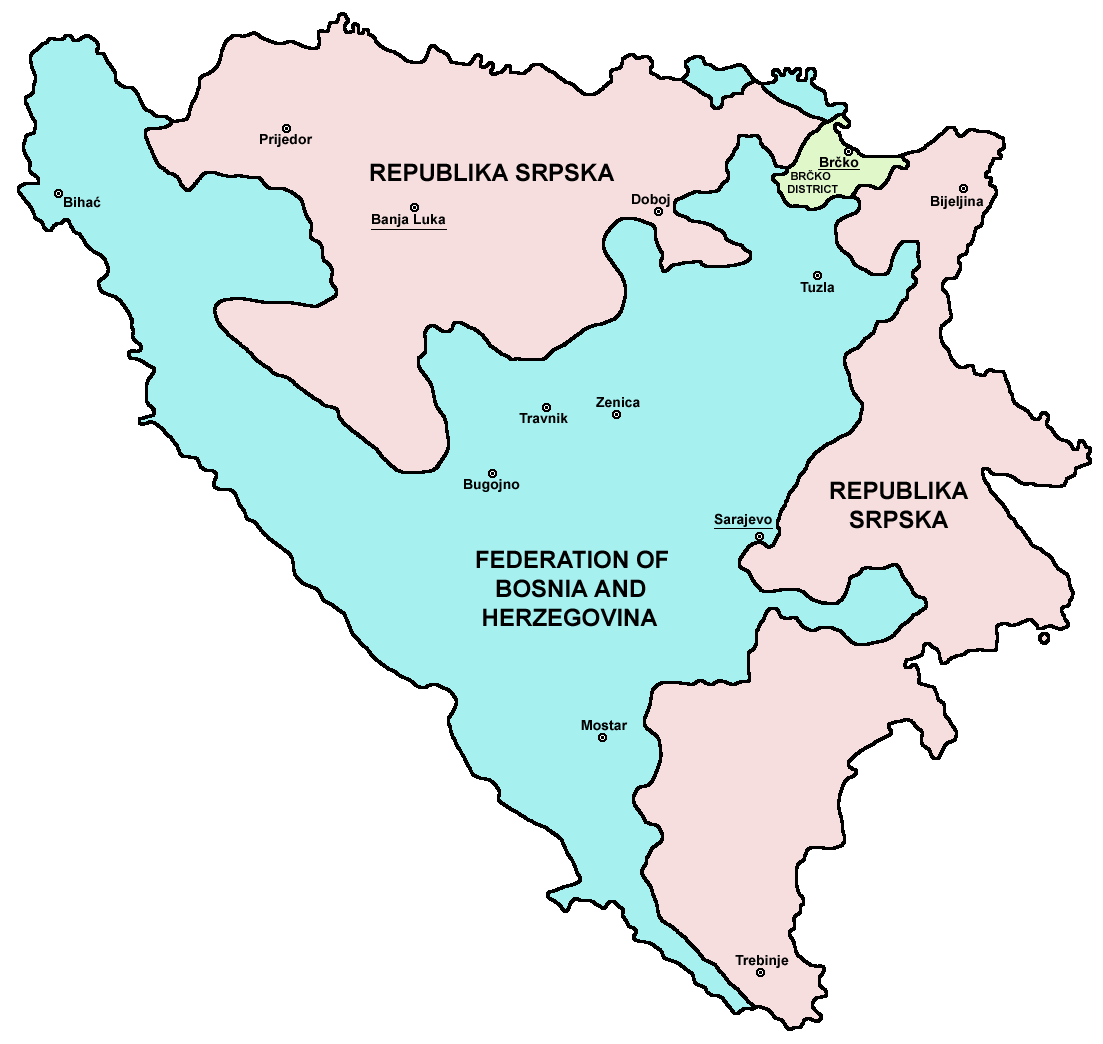

Fredsresolutionen skrevs under i Dayton i USA och kallas Daytonavtalet. Serberna fick en serbisk dominerad entitet inom landet, Republika Srpska, som då omfattade 49 procent av landets yta. Resterande 51 procent av territoriet skulle utgöras av en federation mellan kroater och bosniaker. År 2000 etablerades Brčkodistriktet som idag utgör en tredje oberoende enhet inom Bosnien.
Efter fredsslutet hade Nato länge trupper i landet; nu har detta övertagits av EUFOR.